# Náboženská matice
Náboženská matice (často obecně nazývaná jako c.k. náboženský fond) je veřejným fondem s právní subjektivitou. Není organizační součástí římskokatolické církve, ani státním fondem. Jde o zvláštní samostatný subjekt, jehož účelem je správa části majetku římskokatolické církve a výnosů z něho, a to pro potřeby římskokatolické církve.

## Historie
Náboženská matice byla vytvořena za vlády Josefa II., kdy ze jmění zrušených klášterů žebravých a rozjímavých řádů byl zřízen náboženský fond (fundus religionis) neboli náboženská matice. Součástí náboženské matice se stala i solní pokladna a jiné jmění církve. Josefinský stát převzal nad matičním jměním hospodaření a závazek doplňovat tento majetek podle potřeby z majetku státního, poněvadž duchovní byl považován za státního zaměstnance a církev za státní instituci. Náboženský fond byl zřízen v každé zemi monarchie a byl spravován zvláštní komisí za účasti katolické církve. V Čechách vznikl český a na Moravě a ve Slezsku moravskoslezský náboženský fond. Ze strany Svatého stolce byly náboženské matice uznány až roku 1855.
Státní úřad pro věci církevní sloučil roku 1950 původní zemské fondy český a moravskoslezský a náboženskou základninu na Slovensku v náboženský fond, jenž se nadále označoval jako Náboženská matice a jenž byl spravován Státním úřadem pro věci církevní. Tento fond převzal správu majetku zrušených řádů a kongregací. Výnosy z majetkových podstat matice měly nadále sloužit výlučně k náboženským účelům římskokatolické církve. Rozhodnutím ministra kultury ze dne 19. února 2002 byla Náboženské matice zrušena a následně vstoupila do likvidace. Zanikla k datu 21. února 2003. Rozsudkem ze dne 2. listopadu 2006 Nejvyšší správní soud vyslovil, že rozhodnutí ministra kultury o zrušení Náboženské matice je nicotné, neboť Ministerstvo kultury ani ministr k vydání tohoto rozhodnutí neměli potřebnou pravomoc. Náboženská matice následně obnovila svou činnost.
Od 1. ledna 2013 vykonává práva a povinnosti zakladatele Náboženské matice církev římskokatolická.